# Splendeurs et ténèbres du Moyen Âge
Splendeurs et ténèbres du Moyen Âge  est un roman historique de Juliette Benzoni paru en 2007 aux éditions Bartillat.